# Vrućevce
Vriqec en albanais et Vrućevce en serbe latin (en serbe cyrillique : Врућевце) est une localité du Kosovo située dans la commune/municipalité de Kamenicë/Kosovska Kamenica, district de Gjilan/Gnjilane (Kosovo) ou district de Kosovo-Pomoravlje (Serbie). Selon le recensement kosovar de 2011, elle compte 78 habitants, tous albanais.

## Histoire
La mosquée du village, construite en 1826, est proposée pour une inscription sur la liste des monuments culturels du Kosovo.

## Démographie

### Évolution historique de la population dans la localité
| 1948 | 1953 | 1961 | 1971 | 1981 | 1991 | 2011 |
| ---- | ---- | ---- | ---- | ---- | ---- | ---- |
| 208  | 208  | 223  | 217  | 179  | 165  | 78   |

|  |